# Wheeler County, Texas
Wheeler County är ett administrativt område i delstaten Texas, USA, med 5 410 invånare (2010). Den administrativa huvudorten (county seat) är Wheeler. Countyt grundades 1876 och döptes till Royal Tyler Wheelers ära.

## Geografi
Enligt United States Census Bureau har Wheeler County en total area på 2 371 kvadratkilometer varav 2 368 kvadratkilometer är land och 3 kvadratkilometer (vilket motsvarar 0,12 %) är täckt av vatten.

### Stora vägar
- Interstate 40
- U.S. Highway 83
- State Highway 152

### Angränsande countyn
- Hemphill County  (nord)
- Roger Mills County  (nordöst)
- Beckham County  (öst)
- Collingsworth County  (syd)
- Gray County  (väst)

## Demografi
Enligt folkräkningen år 2000, bodde 5 284 personer, 2 152 hushåll och 1 487 familjer i Wheeler County. Befolkningstätheten var 2 personer per kvadratkilometer. Det fanns 2 687 bostäder med en genomsnittlig täthet på 3 bostäder per kvadratkilometer. Fördelningen gällande etnisk bakgrund enligt United States Census Bureau var som följer: 87,83% vita, 2,78% mörka eller afroamerikaner, 0,55% asiater och 8,84% övriga.
Det fanns 2 152 hushåll varav 29,60% hade inneboende barn under 18 år, 58,00% var gifta par, 7,70% hade en kvinnlig ägare och 30,90% var ej familjer. Den genomsnittliga storleken på ett hushåll var 2,39 personer och den genomsnittliga familjestorleken var 2,94 personer.

### Åldersfördelning
- 0-18 år: 24,90%
- 18-24 år: 6,50%
- 25-44 år: 22,50%
- 45-64 år: 25,20%
- 65- år: 20,90

Den genomsnittliga åldern var 42 år.

### Könsfördelning
För 100 kvinnor fanns det 92,00 män. För 100 kvinnor över 18 år fanns det 87,40 män.

### Inkomster
Den genomsnittliga inkomsten för ett hushåll var 31 029 $ per år jämfört med familjer där samma siffra var 36 989 $.
Män hade i snitt 7 699 $ mer i lön än kvinnor.
Omkring 11,60% av familjerna och 13,00% av befolkningen var under fattigdomsgränsen. Samma siffra för vissa åldergrupper: 13,30% under 18 år och 16,80% av de över 65 år.

## Städer
- Allison
- Briscoe
- Kelton
- Mobeetie
- Shamrock
- Twitty
- Wheeler